# Senedžemib Mehi
Senedžemib Mehi je bio drevni Egipćanin, zet i vezir kralja Unasa, vladara 5. dinastije. Bio je sin Senedžemiba Intija i Čefi, brat Fetektija, Hnumentija i Niankmina. Oženio je Unasovu kćerku, princezu Kentkaues, te je imao troje djece, čija su imena: Senedžemib (nazvan po ocu ili djedu), Mehi (nazvan po ocu) i Kentkaues (nazvana po majci).

## Vanjske poveznice
|  | Zajednički poslužitelj ima još gradiva o temi Senedžemib Mehi |